# Igeltjärnen (Garpenbergs socken, Dalarna)
Igeltjärnen är en sjö i Hedemora kommun i Dalarna och ingår i Dalälvens huvudavrinningsområde.